# Rydzyna
Rydzyna là một thị trấn thuộc huyện Leszczyński, tỉnh Wielkopolskie ở trung-tây Ba Lan. Thị trấn có diện tích 2 km². Đến ngày 1 tháng 1 năm 2011, dân số của thị trấn là 2700 người và mật độ 1227 người/km².